# Stictolophus
Stictolophus is een geslacht van wantsen uit de familie van de Miridae (Blindwantsen). Het geslacht werd voor het eerst wetenschappelijk beschreven door Ernst Evald Bergroth in 1922.

## Soorten
Het genus bevat de volgende soorten:

- Stictolophus amapaensis Carvalho, 1984
- Stictolophus amazonicus Carvalho, 1989
- Stictolophus bicolor (Carvalho, 1947)
- Stictolophus bolivianus Carvalho & Gomes, 1971
- Stictolophus itatiaiensis Carvalho, 1985
- Stictolophus longulus (Stal, 1860)
- Stictolophus vicosensis (Carvalho, 1947)